# Jan Dahlqvist
Jan Dahlqvist, född den 13 juni 1960 i Kil i Värmland, är en svensk fotograf. Dahlqvist studerade teknisk fysik och filosofi i Uppsala.
Dahlqvist har även varit konsul för Kamerun i Sverige. Han har givit ut flera böcker. Bland annat Werner Vögelis sista kokbok. Alskade Mat.
Boken "Potatis, älskade knöl", blev vald till bästa kokbok av Måltids Akademien. Tillsammans med Dan Berntsson (Potatisexpert) har Dahlqvist ställt ut sina potatisbilder i Helsingfors, Strängnäs, Varberg och Båstad.
Dahlqvist har ställt ut i Tokyo och i Abu Dhabi då han blivit inbjuden av Sveriges ambassader.